# The Cursed Crusade
The Cursed Crusade ist ein Videospiel des französischen Spieleentwicklers Kylotonn, das in Nordamerika von Atlus und in Europa von dtp entertainment veröffentlicht wurde. Das Spiel erschien im September 2011.

## Handlung
The Cursed Crusade spielt im Mittelalter zur Zeit des Vierten Kreuzzuges im 12. Jahrhundert. In diesem Szenario greifen Spieler als Denz de Bayle und Esteban Noviembre zu den Waffen und können das Spiel sowohl alleine, als auch gemeinsam per Splitscreen oder online spielen. Fehlt der menschliche Mitspieler, übernimmt die KI die Steuerung des Diebes Esteban, dem Befehle erteilt werden können. Im Laufe der 5 Kapitel mit insgesamt 36 Missionen bereist der Spieler außerdem historische Stätten wie Konstantinopel, Zara, Venedig und Syrien.
Denz de Bayle, der Hauptcharakter des Spiels, schließt sich dem Vierten Kreuzzug der Tempelritter an – für ihn die einzige Möglichkeit, seinen seit acht Jahren verschollenen Vater wiederzufinden. Nur mit dessen Hilfe kann sich Denz seinem Onkel, der seine Mutter ermordet und den Familienbesitz der de Bayles an sich gerissen hat, entgegenstellen.
Während eines Angriffs von Boniface de Montferrat auf das Schloss de Biron im Südwesten Frankreichs, begegnet Denz dem Dieb Esteban Noviembre. Gemeinsam erfahren sie, dass Boniface auf der Suche nach einem Relikt der Templer ist, das sich, so die Gerüchte, in der Obhut von Jean de Bayle – Denz‘ Vater – befindet. De Montferrat möchte Denz dazu benutzen, dessen Vater ausfindig zu machen, um ihm das Templerrelikt gewaltsam zu entwenden.
Denz und Esteban werden von mehr als nur dem Wunsch Jean de Bayle zu finden angetrieben: Beide sind mit dem Templerfluch belegt, der ihnen zwar im Kampf unglaubliche Macht verleiht, für sie jedoch gleichzeitig die ewige Verdammnis nach dem Tod bedeuten wird. Durch die Teilnahme am Kreuzzug erhoffen sie sich die Reinigung ihrer Seelen und somit die Befreiung von dem Fluch.

### Der Templerfluch
Sowohl Denz als auch Esteban wurden durch den Templerfluch, der sich seine Opfer anscheinend willkürlich sucht, zu Sklaven ewiger Verdammnis. Auf Knopfdruck des Spielers wechseln Denz und Esteban in die Hell Vision. Die Welt wird dann in eine Art Höllenvision getaucht und auch Denz und Esteban verändern sich: Ihre Angriffe können dann weder pariert, noch mit einem Gegenschlag gestoppt werden und gegnerische Panzer sind leichter zu zerstören. Doch auch die Waffen der beiden Helden zerbrechen unter der Macht, über die sie hier verfügen, sehr viel leichter. In der Hell Vision besitzen Denz und Esteban 4 zusätzliche Fähigkeiten, wie die Seelen der Feinde zu verbrennen, oder sie zu erlösen. Allzu lange sollten Denz und Esteban sich nicht in der Hell Vision aufhalten, denn mit jeder Sekunde verbrennt ihre Seele ein Stück mehr, bis sie ihre eigene Menschlichkeit im Streben nach der teuflischen Macht verlieren.

## Spielprinzip und Technik
Vom Gameplay her handelt es sich um ein reines Hack-and-Slay-Spiel.

## Rezeption
Die Zeitschrift GameStar schrieb, das Spielkonzept habe ein großes Potenzial, das aber nicht genutzt worden sei. Das Spiel wirkt seiner Ansicht nach unfertig, Grafik und Animationen sind nicht mehr zeitgemäß. Die Redaktion bewertete das Spiel mit 58 von 100 Punkten.
Das Spiel wurde am 25. Oktober 2011 veröffentlicht und erhielt allgemein wenig vorteilhafte Reviews, mit einer Bewertung von 39/100 (Xbox 360), 45/100 (PS 3) und 55/100 (PC) auf Metacritic.
GamingXP gab einen positiven Review ab: "...Unter dem Strich bleibt aber ein spaßiges Hack‘n‘Slay übrig, das sowohl mit seinen Aufrüstmechaniken, dem Fluchmodus und der Vielzahl an Waffen viele Pluspunkte sammelt...".

### Auszeichnungen
Auf der Role Play Convention 2011 wurde The Cursed Crusade als eines der beiden vielversprechendsten Spiele ausgezeichnet.